# Classe ATC D
La classe ATC D, dénommée « Médicaments utilisés en dermatologie », est un groupe anatomique de la classification anatomique, thérapeutique et chimique, développée par l'OMS pour classer les médicaments et autres produits médicaux. La classe ATC vétérinaire correspondante dans la classification ATCvet est QD. Le groupe présenté ici est celui établi par l'OMS, et peut donc différer des versions dérivées utilisées dans certains pays.

## D Dermatologie
D01 Antimycotiques à usage dermatologique
D02 Émollients et protecteurs
D03 Préparations pour le traitement des plaies et des ulcérations
D04 Antiprurigineux, y compris les antihistaminiques, anesthésiants, etc.
D05 Traitement du psoriasis
D06 Antibiotiques et agents chimiothérapeutiques à usage dermatologique
D07 Préparations dermatologiques à base de corticostéroïdes
D08 Antiseptiques et désinfectants
D09 Pansements à base de médicaments
D10 Anti-acnéiques
D11 Autres préparations dermatologiques

## ATCvet
La liste des sous-groupes de la classe ATCvet QD correspondante présente quelques différences. Ainsi, la classe QD05 est intitulée « Médicaments pour les troubles kératoséborrhéiques ». En outre, il existe un sous-groupe supplémentaire, QD51, dénommé « Produits pour le traitement des griffes et des sabots ».